# Edith Mayer-Hammer

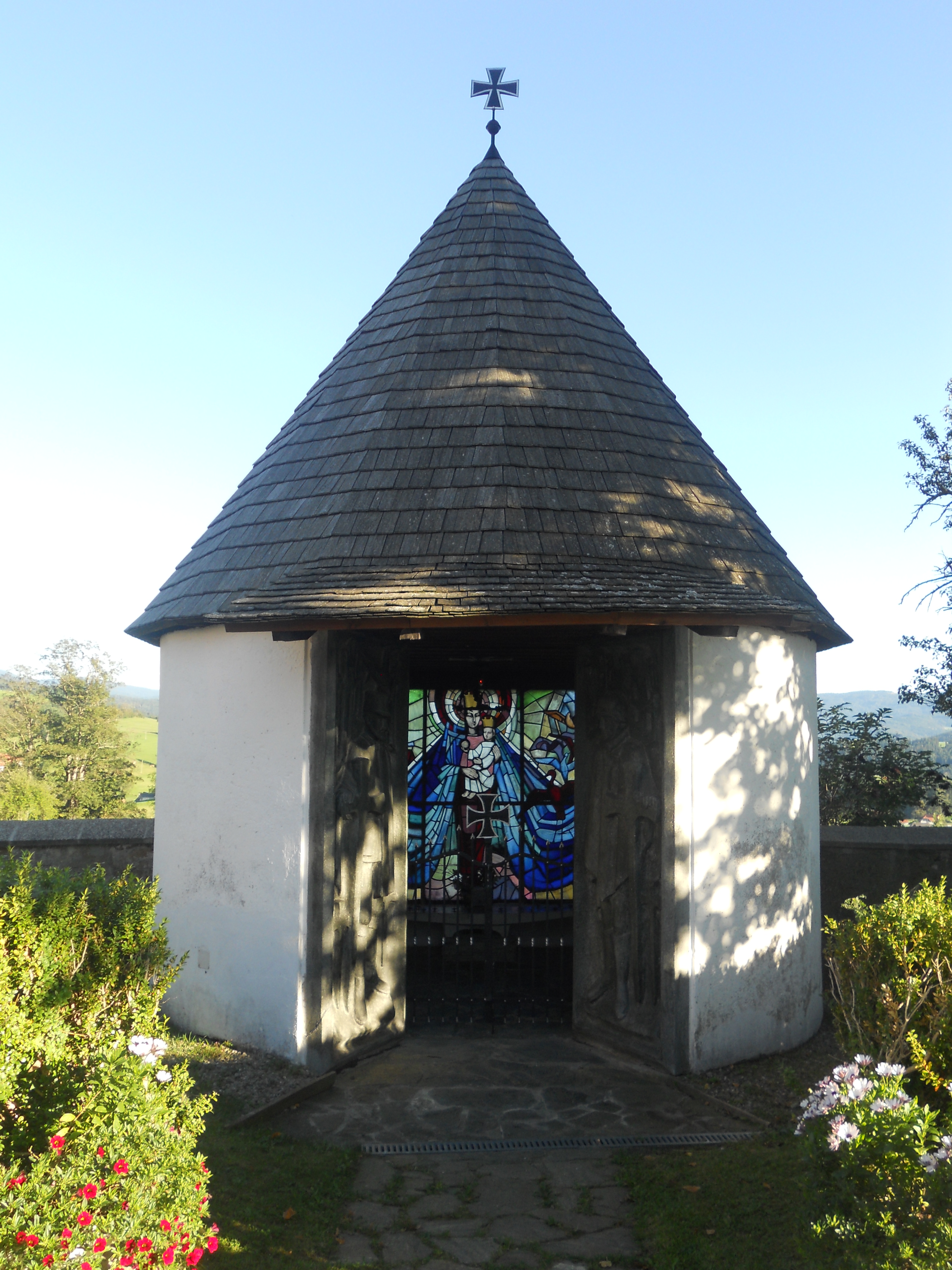
Das heute in Mariahof; ein gemeinsames Werk der zu diesem Zeitpunkt Frischvermählten aus dem Jahre 1954.

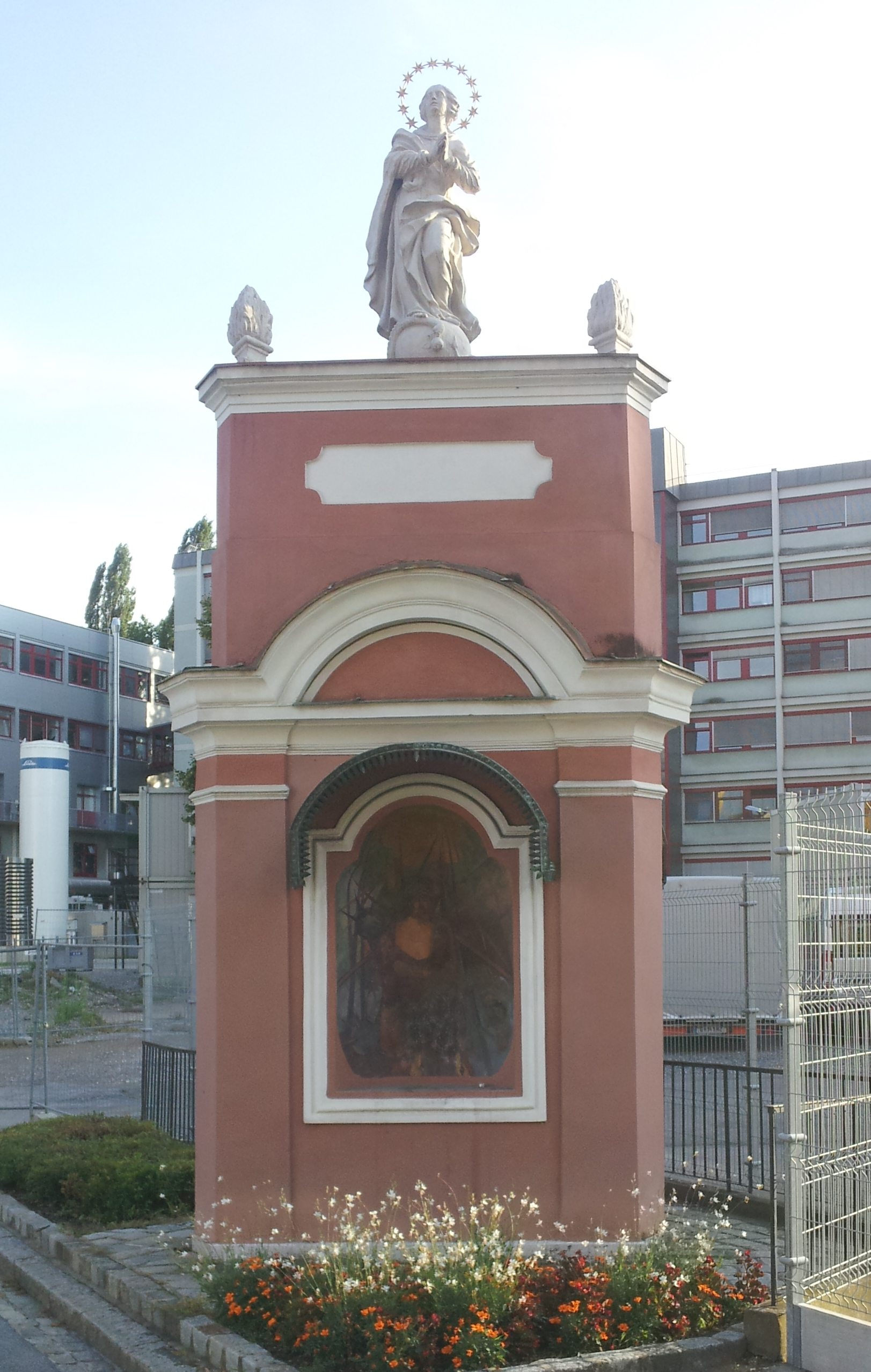
Der in Graz-Lend; im Auftrag des Grazer Amts für Kultur und Sport hatte sie hier im Jahre 1974 die künstlerische Wiedergestaltung des barocken Bildstocks über (Nischen in Freskomalerei).

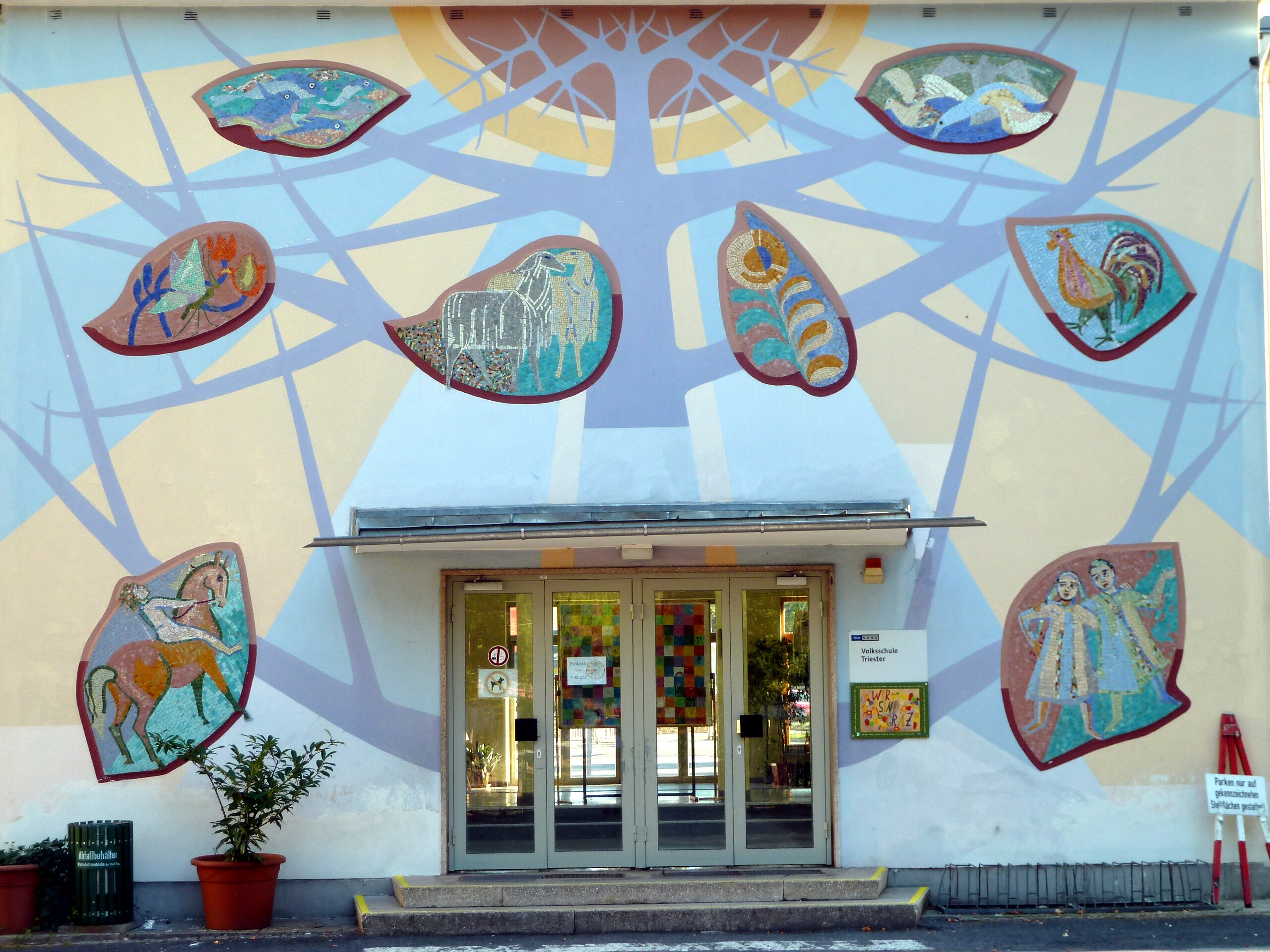
Das achtteilige Mosaik an der Fassade der Triesterschule war bis 2016 denkmalgeschützt, ehe der Schutz aufgehoben wurde.

Edith Mayer-Hammer (* 13. Januar 1926 in Graz; † 15. September 2011 ebenda) war eine österreichische akademische Malerin. Ihr Mann war der akademische Bildhauer Ulf Mayer (1926–2018).

## Leben und Wirken
Edith Mayer-Hammer wurde im Jahre 1926 in Graz geboren und besuchte hier unter anderem von 1941 bis 1945 die Kunstgewerbeschule Ortweinplatz, wo sie unter anderem von Fritz Silberbauer und Hans Wagula in Dekorativer Gestaltung unterrichtet wurde. 1945 kam sie an die Meisterschule für Malerei zu Professor Rudolf Szyszkowitz, bei dem zu dieser Zeit auch ihr späterer Gatte Ulf im Aktzeichnen unterrichtet wurde. Nach der Meisterschule studierte sie ab 1949 Malerei an der Akademie der bildenden Künste Wien bei Sergius Pauser und schloss dieses Studium im Jahre 1951 mit einem Diplom als Akademische Malerin ab. Im Jahre 1951 kam sich auch wieder in ihre Heimat Graz zurück, das fortan zum Lebensmittelpunkt im familiären und künstlerischen Bereich wurde. Im Jahre 1954 gründete sie eine Familie mit dem gleichaltrigen Ulf Mayer, einem akademischen Bildhauer, aus deren Ehe drei Kinder hervorgingen, von denen sich allesamt in einem künstlerischen Beruf verwirklichen. Das älteste Kind, die 1955 geborene Tochter Michaela, wurde Kostümbildnerin und ist als solche bis heute auf diversen Bühnen im deutschen Sprachraum vertreten. Im Jahre 1958 wurde der Sohn Julian, ein späterer Bühnenbildner und Lehrbeauftragter, geboren und im Jahre 1967 folgte der Sohn Daniel, ein späterer Komponist. Bereits während ihrer Schul- und Studienzeit entstanden zahlreiche Illustrationen zu literarischen Werken (darunter  Tuschfederzeichnungen zu Henrik Ibsens Peer Gynt).
Vor allem in ihrer Heimatstadt Graz arbeitete Mayer-Hammer fortan als freischaffende Malerin und Restaurateurin. In der Nachkriegszeit erhielt sie vor allem Aufträge für Porträts und die Restaurierung von historischen Bauernmöbeln. Es entstanden zahlreiche Werke im öffentlichen Raum, darunter Mosaiken oder Fresken in Wien, Graz oder im ländlichen Raum der Steiermark, wie zum Beispiel in Leoben oder Mautern in Steiermark. Hierbei vor allem im Zeitraum von 1950 bis 1960 durch die Aktion Kunst am Bau, als unter anderem auch Arbeiten im Team mit ihrem Ehemann entstanden; wie zum Beispiel das heute denkmalgeschützte Kriegerdenkmal in Mariahof; ein gemeinsames Werk der zu diesem Zeitpunkt Frischvermählten aus dem Jahre 1954, bestehend aus zwei von Ulf Mayer gestalteten Reliefs und einem von Edith Mayer-Hammer gestalteten Glasfenster.
Des Weiteren erstellte sie grafische Arbeiten, die als Buchillustrationen erschienen. Weiters war sie von 1960 bzw. 1961 bis 1964 für einen längeren Zeitraum an der Gestaltung von Programmheften der Vereinigten Bühnen Graz (Oper Graz) beteiligt und schuf unter anderem geknüpfte Bilder in Form von Wandteppichen oder schuf Wachsbatiken. Ebenso beschäftigte sie sich mit Porträtmalerei, die sich im Laufe der Zeit in Verbindung mit Keramik und textilen Techniken zu dreidimensionalen Porträts in Form von Figurinen und Marionetten ausformten. Dabei bezog sie sich vor allem auf ihr nahes aber auch ihr entferntes Umfeld und erstellte Skizzen sowie klein- bis großformatige Bilder. Dabei entstanden zahlreiche Werke, angefangen von Buntstiftzeichnungen über Aquarellbilder bis zu Ölbildern die thematisch unter anderem ihre Familie, ihre Umgebung oder aber auch Reiseimpressionen umfasste. Aufgrund ihres Talents in der Mosaiktechnik bzw. Freskomalerei kam es in weiterer Folge zu diversen Zusammenarbeiten mit ihrem ehemaligen Lehrer und Förderer Rudolf Szyszkowitz, für den sie großformatige Entwürfe umsetzte (wie zum Beispiel am Pressehaus bzw. Verlagshaus Styria in Graz). Nachdem auch ihr Gatte immer mehr zur Keramik gefunden hatte, entstanden auch hier einige gemeinsame Arbeiten. Ende der 1980er Jahre, als Ulf Mayer wieder vermehrt dem Werkstoff Holz widmete, brach auch die Anzahl an keramischen Arbeiten seiner Gattin etwas ein. Mit zunehmendem Alter und der dadurch bedingten verminderten Feinmotorik fand Edith Mayer-Hammer zu ihrem ersten wichtigen Medium, dem Glasmosaik zurück. Hierbei wurden auch zahlreiche gläserne Gemälde in Form von Mosaiken von Mayer-Hammer geschaffen; dies jedoch zumeist in nur kleinformatigen Arbeiten. Diese Arbeiten mit sprödem und feinem Material standen bis zuletzt im Zentrum ihres künstlerischen Schaffens und beschäftigten sie bis zu ihrem Tod im Jahre 2011.
Wie ihr Mann gehörte auch sie dem Steiermärkischen Kunstverein Werkbund an und hat als Mitglied dessen zahlreiche Ausstellungsbeteiligungen im In- und Ausland. Ebenfalls wie ihr Mann war sie ab 1978 Mitglied der Vereinigung Bildender Künstler Steiermarks, deren Präsident ihr Gatte ab diesem Jahr war. Rund ein halbes Jahr vor ihrem Tod erhielt sie von Landeshauptmann Franz Voves das Goldene Ehrenzeichen des Landes Steiermark. Am 15. September 2011 starb Edith Mayer-Hammer 85-jährig in ihrer Geburts- und Heimatstadt Graz.

## Werke (Auswahl)
- 1954: Volksschule Weißenbach an der Enns; Fassadengestaltung/Keramikmosaik (6,00 m × 3,50 m)
- 1954: Kriegsmahnmal Mariahof (Glasfenster; mit zwei Reliefs von Ulf Mayer)
- 1956: Wohnhausanlage der Gemeinde Graz, Flurgasse; Keramikmosaik (8,00 m × 3,00 m)
- 1959: Stmk. Landesregierung (Wohnungswiederaufbaufonds), Wohnhaus Schönaugürtel 66 und 68, Graz, Eingangsbereich; Keramikmosaik
- 1959: Magistrat Graz (Amt für Kultur und Sport), Wohnhaus Laudongasse 12, Graz; künstlerische Ausgestaltung der Fensterfassaden über sechs Stockwerke (Fresken)
- 1959: Volksschule Herrgottwiesgasse, Graz (Triesterschule); achtteiliges Keramikmosaik im Eingangsbereich
- 1964: Pressehaus Styria, Schönaugasse Graz; Glasmosaik nach Entwürfen v. Prof.Rudolf Szyszkowitz; (2,00 m × 6,00 m)
- 1974: Amt für Kultur und Sport, Graz; Künstlerische Wiedergestaltung des barocken Bildstocks Am Damm (Nischen in Freskomalerei)
- Rathaus Leoben; Mosaik
- Priesterseminar Graz; Mosaik
- Bildstock in St. Gallen; Mosaik
- Frauenklinik LKH Bruck/Mur; Mosaik
- „Vegetation“; Knüpfbild
- „Die Konferenz der Vögel“; Keramikporträts
- „Im Wald“; Knüpfbild
- „Embläser“; Peter Uray in Geschichten eines Pferdes

## Ausstellungen (Auswahl)
- Als Mitglied des Steiermärkischen Kunstvereins Werkbund war sie an Ausstellungen im Künstlerhaus Graz, sowie in Städten wie Wien Bamberg, Regensburg oder Erlangen beteiligt.

- Als Mitglied der Vereinigung Bildende Künstler Steiermarks war sie wiederum von 1978 bis zu ihrem Tod an zahlreichen Jahres- und Sonderausstellungen beteiligt.

- 1997 erfolgte die Ausstellung 3xMAYER im Haus Köstenberger in Obdach, wo Edith Mayer-Hammer zusammen mit ihrem Ehemann Ulf und der gemeinsamen Tochter Michaela ausstellte.

- Zehn Jahre später, im Jahre 2007, war sie ebenfalls zusammen mit ihrem Mann und der ältesten Tochter an der Ausstellung KUNST + HAUS = HALT im Medcenter Nord in Graz-Gösting beteiligt.

## Auszeichnungen
- Silberne Fügermedaille der Akademie der bildenden Künste Wien
- Silberne Medaille der Stadt Graz
- 2011: Goldenes Ehrenzeichen des Landes Steiermark
- Österreichisches Ehrenkreuz für Wissenschaft und Kunst I. Klasse

## Publikationen (Auswahl)
- 1960 bzw. 1961–1964: Programmheftgestaltung für die Vereinigten Bühnen Graz (Opernhaus): Glückliche Reise, Der Mikado, Der Barbier von Sevilla, Ingeborg oder Der Schwan
- Ulf und Edith Mayer: Steirische Bildnisse in „steirische berichte“ 4/1990 (von Heribert Schwarzbauer)
- 1993: Die Reise in die Welt; Geburtstagsmärchen von Franz Willibald Scheucher; Edith Mayer-Hammer steuerte Illustrationen in Form von Aquarellen bei
- 1978–2011: jährliche Katalog-Editionen zur Jahresausstellung der Vereinigung Bildender Künstler Steiermarks